# Stazione di Mezzocorona Ferrovia
La stazione di Mezzocorona Ferrovia è una stazione ferroviaria sulla linea Trento-Malé-Mezzana posta nel comune di Mezzocorona che funge da interscambio con la stazione di Mezzocorona posta lungo la ferrovia del Brennero.

## Storia
L'impianto fu inaugurato nel 1909 quale importante stazione della tranvia Trento-Malé, sostituita dalla parallela ferrovia attivata, in tale tratto, nel 1960.

## Strutture e impianti
La gestione degli impianti è affidata a Trentino Trasporti; il fabbricato viaggiatori si sviluppa su tre piani in muratura, di cui solo il piano terra è fruibile da parte dei viaggiatori. Al piano terra si trova una sala d'attesa.
La stazione dispone di due binari: il primo di viene usato per le eventuali precedenze, mentre il secondo è quello di corsa.

## Servizi
- Biglietteria automatica
- Sala d'attesa

## Interscambi
Nel piazzale antistante il fabbricato viaggiatori è presente una fermata delle autolinee interurbane mentre a circa cinquanta metri dalla stazione, sulla stessa strada, è possibile l'interscambio con la stazione RFI.
- Stazione Mezzocorona
- Fermata autobus